# Acebo (kommun)
Acebo är en kommun i Spanien.   Den ligger i provinsen Provincia de Cáceres och regionen Extremadura, i den centrala delen av landet, 260 km väster om huvudstaden Madrid. Antalet invånare är 648. Arean är 57 kvadratkilometer. Acebo gränsar till Gata, Hoyos, Perales del Puerto, San Martín de Trevejo, Villamiel och Villasbuenas de Gata. 
Terrängen i Acebo är huvudsakligen kuperad, men åt sydost är den platt.